# Wutbürger
Wutbürger es una palabra de origen alemán que literalmente significa "ciudadano rabioso" o "ciudadano irritado". Se denomina Wutbürger a los ciudadanos que protestan mediante manifestaciones y acciones de desobediencia civil contra aquellas decisiones del Estado consideradas como arbitrarias por la población en general. Wutbürger es nuevo término acuñado y popularizado por el periodista alemán Dirk Kurbjuweit, quien lo usó por primera vez en su ensayo "El ciudadano rabioso" (Der Wutbürger), el cual fue publicado en el número 41/2010 de la revista alemana Der Spiegel.
En 2010, Wutbürger fue denominada la "palabra del año" por la Gesellschaft für deutsche Sprache (GfdS) (Sociedad de la lengua alemana).